# کایا ارسن
کاجا ارسن (انگلیسی: Kaja Eržen؛ زادهٔ ۲۱ اوت ۱۹۹۴) بازیکن فوتبال اهل اسلوونی است.
از باشگاه‌هایی که در آن بازی کرده‌است می‌توان به اشاره کرد.
وی همچنین در تیم ملی فوتبال زنان اسلوونی بازی کرده‌است.